# Viola kjellbergii
Viola kjellbergii är en violväxtart som beskrevs av Melch.. Viola kjellbergii ingår i släktet violer, och familjen violväxter. Inga underarter finns listade i Catalogue of Life.